# Cercamoniinae
Cercamoniinae — підродина вимерлої родини приматів Notharctidae, яка в основному зустрічається в Європі, хоча кілька родів були знайдені в Північній Америці та Африці.

## Класифікація
- родина Notharctidae
  - підродина Cercamoniinae
    - рід Agerinia
    - рід Anchomomys
    - рід Barnesia
    - рід Buxella
    - рід Donrussellia
    - рід Mazateronodon
    - рід Panobius
    - рід Periconodon
    - рід Pronycticebus
    - рід Protoadapis